# Govert Bach

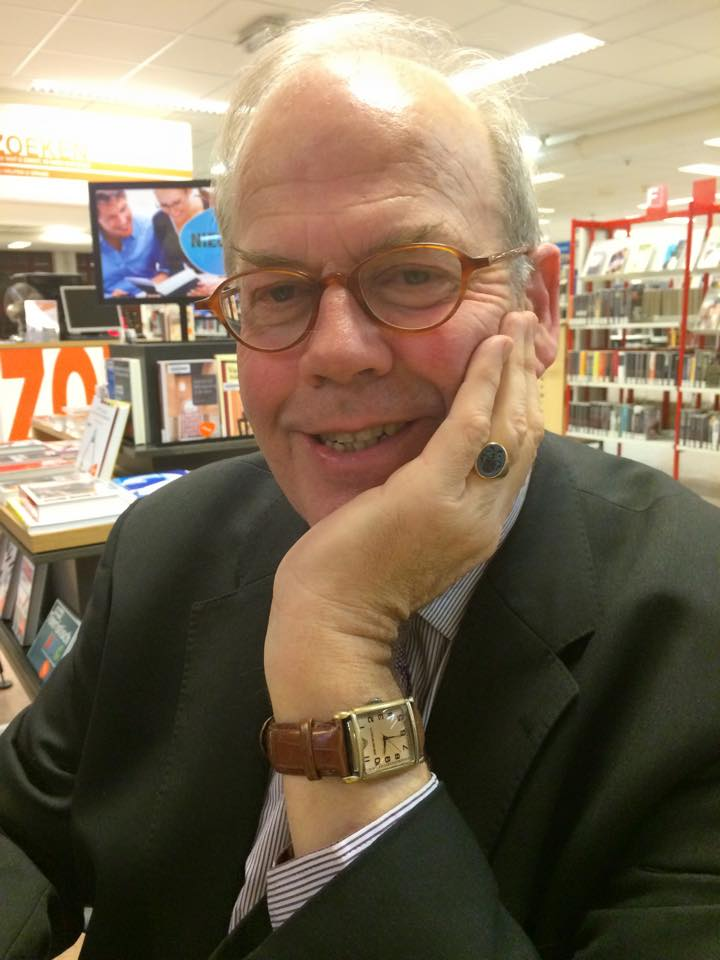
GovertBach. foto Sander van Hulsenbeek

Govert (Jan) Bach (Den Haag, 7 mei 1947) is een Nederlands programmamaker en auteur over klassieke muziek. Hij is gespecialiseerd in het leven en de werken van de componist Johann Sebastian Bach en auteur van luisterboeken over diens Matthäus-Passion, Johannes-Passion, het Weihnachtsoratorium en een over de grote invloed van Maarten Luther  op Johann Sebastian Bach
Hij is opgeleid als psycholoog en werkzaam geweest als psychotherapeut. 

## Levensloop
Govert Jan Bach is het tweede kind van luchtvaartpionier Johannes Adam Bach en Cornelia Adriana Deinum, die voor de Tweede Wereldoorlog onder meer directeur was van de Stadsschouwburg Haarlem. Hij deelt een vroeg-zeventiende-eeuwse voorouder met Johann Sebastian Bach, maar is verder geen familie van de componist.
Bach studeerde psychologie en theologie aan de Universiteit Leiden, de Universiteit van Amsterdam en de Katholieke Universiteit Nijmegen. In Amsterdam deed hij in 1974 doctoraalexamen pastorale theologie en psychologie, waarna een carrière volgde als psychotherapeut. In die hoedanigheid zette hij regelmatig muziek in als therapie. Hij is suïcidepreventietrainer bij de GGD van Amsterdam en bij de acuut-gevaar hulpdienst 113 Zelfmoordpreventie.
Govert  Bach deed onderzoek naar de beleving van de Matthäus Passion door een seculier publiek. Hij geeft regelmatig inleidingen over muziekstukken van Bach, Mozart en Brahms Hij organiseerde diverse symposia en/of was daarvan voorzitter, zoals in 2000 het Bachsymposium in Paradiso. In 2010 organiseerde hij in Amsterdam een Schumannsymposium en in 2011 een Lisztsymposium. Sinds 2012 is hij programmamaker bij de Concertzender voor de dagelijkse uitzendingen Geen dag zonder Bach, waarvoor Joop van Zijl als presentator fungeert.
Op 29 januari 2017 presenteerde hij zijn luisterboek Maarten Luther en Johann Sebastian Bach; twee grensverleggers. Zijn hoofdstelling is dat Bach zonder Maarten Luther geen wereldberoemde componist geworden zou zijn: "Geen (J.S.) Bach zonder Maarten Luther".
In 2021 bracht hij zijn magnum opus uit: De Grote Bach Atlas. Het levensverhaal van de jonge Johann Sebastian Bach, die lopend lange tochten door Duitsland maakte,voornamelijk op weg naar een hogere aanstelling als componist, koorleider en dirigent, maar ook om familieleden op te zoeken. Het is geïllustreerd met landkaarten en tal van afbeeldingen van landschappen, steden en kerken uit de eerste decennia van Bachs leven.Ook bevat het een uitgebreide muzieklijst van Bachs composities.

## Publicaties

### Als psycholoog/psychotherapeut
- Apart: Preken en beschouwingen uit de bajes, Amsterdam, Stichting evangelisch centrum "Totdat Hij komt", 1981
- Doe uzelf geen kwaad, over suïcide, depressie en hulpverlening, Uitgeverij Kok Voorhoeve, Kampen, 1984, ISBN 90 297 0770 4 (2e druk)
- De weg terug: over de terugkeer van ex-psychiatrische patiënten in hun omgeving, uitg. Meinema (reeks Ter sprake), 1985, ISBN 978 902113125 2
- Uitzien naar geluk: Gedichten en gedachten, uitg. GGZ inGeest, Bennebroek, 2009

### Als muziekkenner
- Luisterboek Matthäus-Passion, een hoorcollege vol muziekfragmenten, Uitgeverij Rubinstein, Amsterdam, 2014, ISBN 978 9047615958[7]
- Luisterboek Johannes-Passion, een hoorcollege vol muziekfragmenten, Uitgeverij Rubinstein, 2015, ISBN 978 9047617532,[8][9]
- Uitleg over het Weihnachtsoratorium en het Magnificat van Johann Sebastian Bach, Uitgeverij Rubinstein, Amsterdam, 2015, ISBN 9789047620235. Boek met 4 cd's
- Luisterboek Maarten Luther en Johann Sebastian Bach; twee grensverleggers, Uitgeverij Rubinstein, Amsterdam,2017. ISBN  9789047621270 . Boek met 4 cd's
- dit laatste luisterboek is ook in het Duits verschenen: Govert Jan Bach über Martin Luther und Johann Sebastian Bach; Zwei grenzsüberschreitende Genies.  Amsterdam 2017, Rubinstein Verlag.ISBN 9789047623540.
- De Grote Bach Atlas, Uitgeverij Rubinstein, Amsterdam, 2021, ISBN 9789047627333.